# Charles Lyttelton (évêque)
Charles Lyttelton (1714-1768) est un ecclésiastique et un antiquaire anglais de la famille Lyttelton. Il est évêque de Carlisle de 1762 à 1768 et président de la Society of Antiquaries of London de 1765 à 1768.

## Biographie
Il est le troisième fils de Thomas Lyttelton (4e baronnet), de son épouse Christian, fille de Sir Richard Temple (3e baronnet) de Stowe, Buckinghamshire. Il est né à Hagley, dans le Worcestershire, et étudie au Collège d'Eton et au University College d’Oxford, où il s’inscrit le 10 octobre 1732 et obtient son diplôme de BCL en mars 1745 et en juin 1745. Appelé au barreau du Middle Temple en 1738, il l'abandonne bientôt pour l'église, il est ordonné en 1742.
Presque immédiatement (13 août 1743), il est nommé au rectorat de Alvechurch, Worcestershire. En raison de l'influence de sa famille, il est nommé aumônier de George II en décembre 1747, installé comme doyen d'Exeter le 4 juin 1748 avec une prébende dans la Cathédrale Saint-Pierre d'Exeter le 5 mai 1748. En 1761, le doyen décrit la bibliothèque de la cathédrale comme contenant plus de 6 000 livres et de bons manuscrits. Il décrit le travail effectué pour réparer et répertorier le contenu des manuscrits. George Grenville, un cousin, insiste pour l'avancement de Lyttelton. Promu au siège de Carlisle, il est consacré à la chapelle de Whitehall le 21 mars 1762, mais sa santé n'est pas bonne. Il meurt célibataire à Clifford Street, à Londres, le 22 décembre 1768 et est enterré à l'église St John the Baptist, Hagley, le 30 décembre. Le chœur de cette église avait été orné en 1764 à ses frais avec des blasons d'armes de ses ancêtres paternels.

## Travaux
Il est élu membre de la Royal Society en janvier 1743 et membre de la Society of Antiquaries en 1746; et en 1765, il est promu président de la Society of Antiquaries. Il contribue aux transactions philosophiques et écrit pour Archaeologia (vols. 1-3. ).
William Borlase lui a adressé son ouvrage sur Scilly (1758), Andrew Coltee Ducarel lui a dédié un ouvrage sur les antiquités anglo-normandes (1767) et Samuel Pegge lui a écrit un essai sur les monnaies de Cunobelinos (1766). Lyttelton a légué ses manuscrits à la Société des antiquaires. Ils ont formé la base de l’Histoire du Worcestershire de Treadway Russell Nash et des travaux d'écrivains plus récents sur le comté. L’Histoire du Staffordshire de Stebbing Shaw a été partiellement compilée à partir d'eux et de nombreuses améliorations ont été apportées à l’Enquête sur le Staffordshire (1820 et 1844) de Sampson Erdeswicke .